# Goin' Back to Indiana
Goin' Back to Indiana è un album dal vivo/colonna sonora del gruppo musicale statunitense Jackson 5, tratto dall'omonimo speciale televisivo trasmesso dalla rete televisiva statunitense ABC il 16 settembre 1971. Venne pubblicato dalla Motown il 29 settembre 1971 come sesto album dei Jackson 5.

## Descrizione

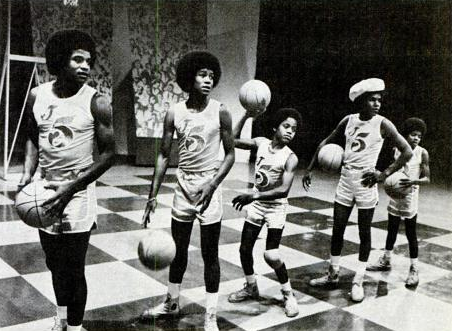
I Jackson 5 durante le riprese dello special televisivo Goin' Back to Indiana

Goin 'Back to Indiana fu pubblicato successivamente allo special TV trasmesso qualche giorno prima che vedeva protagonisti assoluti i fratelli Jackson, allora all'apice della loro carriera. Lo special era composto da una serie di performance dei fratelli, inframmezzate da alcuni sketch con la presenza di ospiti quali i comici Bill Cosby e Tommy Smothers, i cantanti Bobby Darin e Diana Ross, i giocatori di football Roosevelt "Rosey" Grier e Ben Davidson e le stelle del basket Bill Russell, Elgin Baylor ed Elvin Hayes. Conteneva anche alcuni dei brani registrati dal vivo dai Jackson 5 durante il loro concerto di "ritorno a casa" (essendo nativi di Gary, Indiana) del 29 maggio 1971 al Coliseum di Indianapolis, da cui il titolo dello spettacolo. L'album fu composto da solo circa la metà del concerto del 29 maggio; la restante parte dello spettacolo dal vivo venne omessa e alcune canzoni vennero anche modificate nella lunghezza e nell'ordine di esecuzione al momento della pubblicazione. Nel corso degli anni, sono state pubblicate un paio di tracce extra del concerto, come Who's Lovin' You e Mama's Pearl, ma non vi è ancora stata alcuna pubblicazione ufficiale del concerto completo di quella sera. L'album fu un grande successo arrivando a vendere più di 2,5 milioni di copie.

## Tracce
1. I Want You Back – 4:14 (The Corporation)
2. Maybe Tomorrow – 4:15 (The Corporation)
3. The Day Basketball Was Saved – 7:59
4. Stand! – 4:15 (Sylvester Stewart)
5. I Want to Take You Higher – 2:13 (Sylvester Stewart)
6. Feelin' Alright (reinterpretazione di un brano dei Traffic) – 4:12 (Mason)
7. Medley: Walk on/The Love You Save – 4:57 (The Corporation)
8. Goin' Back to Indiana – 4:47 (The Corporation)